# Timaeus (Cicero)
Der Text Timaeus von Marcus Tullius Cicero ist die Übersetzung eines Teiles des Dialogs Timaios des griechischen Philosophen Platon in die lateinische Sprache. Cicero erstellte die Übersetzung im Jahr 45 v. Chr. etwa zeitgleich mit seinen philosophischen Dialogen Lucullus und De natura deorum. Ob sie eine Vorarbeit für diese Dialoge darstellt oder ob er den Text seinen lateinischsprachigen Mitbürgern näher bringen will, muss offenbleiben.
Das erhaltene Fragment des Timaeus umfasst bis auf einige Lücken die Paragraphen 27 d bis 47 b. Möglicherweise sind Anfang und Ende der Übersetzung verloren gegangen, vielleicht hat Cicero aber auch auf den anekdotischen Anfang (u. a. Atlantis) verzichtet. Auch fällt das Ende des erhaltenen Textes mit dem Ende des ersten Hauptteils der platonischen Überlegungen zusammen. Die Übersetzung folgt eng dem Urtext. Problematisch ist allerdings die Übertragung von Begriffen, für die es keine direkte Entsprechung in der lateinischen Sprache gibt. So verwendet Cicero den zentralen Begriff δημιουργός („Demiurg, göttlicher Handwerker“) nicht als Lehnwort, möglicherweise weil der Begriff demiurgus schon durch die römische Geschichtsschreibung mit anderer Bedeutung belegt war. Er findet teils farblose Begriffe, wie artifex („Kunstmeister“), teils umschreibt er den Begriff.
Platon wird von Cicero zwar zitiert (z. B. Lucullus 74 und De oratore 3, 67 über die Möglichkeit der sicheren Erkenntnis), er gehört aber nicht zum Kreis der von Cicero am meisten herangezogenen griechischen Philosophen. Im Dialog De natura deorum (1, 18) legt er dem Epikureer Gaius Velleius eine spöttische Auseinandersetzung mit dem opificem aedificatoremque mundi Platonis de Timaeo deum („Gestalter und Erbauer der Welt, dem Gott aus dem Timaios Platons“) in den Mund. Cicero erwähnt weder den Autor Platon noch die Dialogteilnehmer Timaios von Lokroi und Sokrates.
Der Timaios des Platon hatte beträchtlichen Einfluss auf die karolingische Renaissance. Rezipiert wurde aber die Übersetzung des Calcidius. Diese weist beträchtliche Unterschiede zum Text Ciceros auf. Entweder kannte Calcidius diesen nicht oder er distanzierte sich bewusst davon. Ciceros Fragment entfaltete in Antike und Mittelalter keine Wirkung. Der nicht erhaltene Archetyp der wenigen Handschriften (etwa Vossianus 84, Leiden, s. IX med.) wird auf die Wende vom 8. zum 9. Jahrhundert datiert. Der erste Druck stammt aus dem Jahr 1471.

## Textausgabe und Übersetzung
- Marcus Tullius Cicero: Timaeus. De universitate. Lateinisch–deutsch. Herausgegeben und übersetzt von Karl Bayer und Gertrud Bayer. Akademie Verlag, Berlin 2011, ISBN 978-3-05-006170-2 (Neudruck der Ausgabe Artemis & Winkler, Düsseldorf 2006).

## Belege
1. ↑  Marcus Tullius Cicero: Timaeus. De universitate. Lateinisch–deutsch. Herausgegeben und übersetzt von Karl Bayer und Gertrud Bayer. Akademie Verlag, Berlin 2011, ISBN 978-3-05-006170-2, S. 93 f. (Neudruck der Ausgabe Artemis & Winkler, Düsseldorf 2006).
2. ↑  Marcus Tullius Cicero: Timaeus. Berlin 2011, ISBN 978-3-05-006170-2, S. 96.
3. ↑  Marcus Tullius Cicero: Timaeus. Berlin 2011, ISBN 978-3-05-006170-2, S. 97.
4. ↑  Filip Karfik: Die Beseelung des Kosmos. Untersuchungen zur Kosmologie, Seelenlehre und Theologie in Platons Phaidon und Timaios (= Beiträge zur Altertumskunde. Band 199). de Gruyter, Berlin u. a. 2012, ISBN 978-3-598-77811-7, S. 98, 134 (Neudruck der Ausgabe Saur, München/Leipzig 2004; zugleich Habilitationsschrift, Universität Prag 2002).
5. ↑  Karl Ernst Georges: Ausführliches lateinisch-deutsches Handwörterbuch.
6. ↑   Reinhart Herzog (Hrsg.): Restauration und Erneuerung. Die lateinische Literatur von 284 bis 374 n. Chr. (= Handbuch der lateinischen Literatur der Antike. Band 5 = Handbuch der Altertumswissenschaft. 8. Abteilung, 5. Teil). C. H. Beck, München 1989, ISBN 3-406-31863-0, S. 357.
7. ↑  Marcus Tullius Cicero: Timaeus. Berlin 2011, ISBN 978-3-05-006170-2, S. 89 f.